# Маскавас форщате
Маскавас форщате (на латвийски: Maskavas forštate или Maskavas priekšpilsēta) е един от 58-те квартала на Рига. Разположен е в административния район Латгале на брега на река Даугава. Името му буквално „Московско предградие“ като forštate е латишката версия на немската дума Vorstadt. Сред жителите на столицата кварталът е известен като Маскачка (Maskačka). Кварталът е разположен южно от Стария град по дължината на пътя, които някога е свързвал Рига с Москва; откъдето произлиза и името му. Заедно с историческия център на Рига Маскавас Форщате е най-старата част на града. Кварталът е създаден още през 14 век и до наши дни са запазени множество исторически постройки, част от средновековната пътна мрежа и голям брой религиозни храмове.
Към 2008 в Маскавас Форщате живеят 32 157 души, а общата площ на квартала е 7,594 km².

## Галерия
- Един от историческите центрове на квартала – някогашния пазар
- Католическата църква „Свети Францис“
- Единствената в света позлатена стаообредска църква
- Православна църква „Вси светии“
- Улица Маскавас
- Гледка към най-старата запазена сграда в Маскавас Форщате